# 13. vlada Republike Slovenije
13. Vlada Republike Slovenije je bila vlada Republike Slovenije, ki jo je po tem, ko zmagovalec volitev Janez Janša (SDS) mandata za sestavo vlade ni uspel uveljaviti (zaradi nasprotovanja ostalih koalicijskih strank), sestavil mandatar Marjan Šarec. Bila je prva manjšinska vlada v zgodovini Slovenije. 
Vlado so sestavljale stranke LMŠ, SD, SMC, DeSUS, SAB in projektna partnerka Levica. V parlamentu je bila potrjena 13. septembra 2018 s 55 glasovi, kar pomeni, da je en glas podpore oddal tudi eden od poslancev opozicije. Zaradi nesoglasij in neizpolnjenih skupnih načrtov je Levica 6. novembra 2019 izstopila iz sporazuma, kar je vlado postavilo v težji položaj pri pridobivanju zadostne količine glasov v Državnem zboru.  
Po tem, ko je 27. januarja 2020 z mesta finačnega ministra odstopil Andrej Bertoncelj, je čez nekaj ur predsednik vlade Marjan Šarec napovedal odstop ter namero po predčasnih volitvah. Državni zbor se je z odstopom seznanil v sredo, 29. januarja 2020, s čimer je prenehal mandat celotni 13. vladi Republike Slovenije, ki je od tedaj opravljala le tekoče posle. Nova, 14. vlada RS je bila potrjena 13. marca 2020.

## Položaji v vladi
| Služba                                                                     | Položaj | Ime                | Slika | Stranka | Državni sektretarji                                                                                          |
| -------------------------------------------------------------------------- | --- | ------------------ | ----- | ------- | --- |
| Vlada Republike Slovenije                                                  | Predsednik vlade | Marjan Šarec       |       | LMŠ     | - Anja Kopač - Igor Mally - Uroš Prikl - Vojmir Urlep - Damir Črnčec - Franc Vesel - Tadeja Forštner Perklič |
| Ministrstvo za zunanje zadeve                                              | Minister, podpredsednik vlade | Miro Cerar         |       | SMC     | - Simona Leskovar - Dobran Božič                                                                             |
| Ministrstvo za javno upravo                                                | Minister | Rudi Medved        |       | LMŠ     | - Leon Behin - Mojca Ramšak Pešec                                                                            |
| Ministrstvo za kmetijstvo, gozdarstvo in prehrano                          | Ministrica | Aleksandra Pivec   |       | DeSUS   | - Tanja Strniša - Jože Podgoršek                                                                             |
| Ministrstvo za finance                                                     | Minister | Andrej Bertoncelj  |       | LMŠ     | - Natalija Kovač Jereb - Metod Dragonja - Saša Jazbec - Alojz Stana                                          |
| Ministrstvo za notranje zadeve                                             | Minister | Boštjan Poklukar   |       | LMŠ     | - Melita Šinkovec - Sandi Čurin                                                                              |
| Ministrstvo za pravosodje                                                  | Ministrica | Andreja Katič      |       | SD      | - Dominika Švarc Pipan - Gregor Strojin                                                                      |
| Ministrstvo za delo, družino, socialne zadeve in enake možnosti            | Ministrica | Ksenija Klampfer   |       | SMC     | - Breda Božnik - Tilen Božič                                                                                 |
| Ministrstvo za gospodarski razvoj in tehnologijo                           | Minister | Zdravko Počivalšek |       | SMC     | - Aleš Cantarutti - Eva Štravs Podlogar                                                                      |
| Ministrstvo za infrastrukturo                                              | Ministrica in podpredsednica vlade                                                                                                | Alenka Bratušek    |       | SAB     | - Bojan Kumer - Nina Mauhler                                                                                 |
| Ministrstvo za izobraževanje, znanost in šport                             | Minister in podpredsednik vlade                                                                                                   | Jernej Pikalo      |       | SD      | - Martina Vuk - Jernej Štromajer                                                                             |
| Ministrstvo za kulturo                                                     | Minister | Zoran Poznič       |       | SD      | - Petra Culetto - Tanja Kerševan Smokvina                                                                    |
| Ministrstvo za okolje in prostor                                           | Minister | Simon Zajc         |       | SMC     | - Aleš Prijon - Marko Maver                                                                                  |
| Ministrstvo za zdravje                                                     | Minister | Aleš Šabeder       |       | LMŠ     | - Tomaž Pliberšek - Simona Repar Bornšek                                                                     |
| Ministrstvo za obrambo                                                     | Minister in podpredsednik vlade                                                                                                   | Karl Erjavec       |       | DeSUS   | - Miloš Bizjak - Nataša Dolenc                                                                               |
| Urad Vlade Republike Slovenije za Slovence v zamejstvu in po svetu         | Minister za področje odnosov med RS in avtohtono slovensko narodno skupnostjo v sosednjih državah ter med RS in Slovenci po svetu | Peter Jožef Česnik |       | SAB     | - Olga Belec                                                                                                 |
| Služba Vlade Republike Slovenije za razvoj in evropsko kohezijsko politiko | Minister brez resorja pristojen za področje razvoja, strateške projekte in kohezijo                                               | Angelika Mlinar    |       | SAB     | - Nevenka Ribič                                                                                              |

### Kabinet predsednika vlade
| Vodja kabineta      | Državni sekretarji | Državni sekretarji | Državni sekretarji | Državni sekretarji | Državni sekretarji | Državni sekretarji | Državni sekretarji      |
| ------------------- | ------------------ | ------------------ | ------------------ | ------------------ | ------------------ | ------------------ | ----------------------- |
|                     |                    |                    |                    |                    |                    |                    |                         |
| Janja Zorman Macura | Anja Kopač         | Igor Mally         | Vojmir Urlep       | Damir Črnčec       | Uroš Prikl         | Franc Vesel        | Tadeja Forštner Perklič |

## Nekdanji ministri
| Ime                   | Naziv                                                                      | Ministrstvo                                                                | Odhod                       | Razlog za odstop | Naslednik                                     | Sklic         |
| --------------------- | -------------------------------------------------------------------------- | -------------------------------------------------------------------------- | --------------------------- | --- | --------------------------------------------- | ------------- |
| Marko Bandelli SAB    | Minister brez resorja, pristojen za razvoj, strateške projekte in kohezijo | Služba Vlade Republike Slovenije za razvoj in evropsko kohezijsko politiko | Odstopil 13. novembra 2018  | 12. novembra 2018 je predsednik vlade Marjan Šarec zaradi neprimernega komuniciranja preko družabnih omrežij, zlorabe prižiga modrih luči na avtocesti v službenem avtomobilu in grožnji županskemu kandidatu Občine Komen Bandellija pozval k odstopu, sicer bi njegovo razrešitev predlagal Državnemu zboru. Z odstopom so se strinjale tudi nekatere koalicijske stranke in opozicija. Bandelli je naslednjega dne odstopil sam. | Iztok Purič                                   | [ 4 ]         |
| Dejan Prešiček SD     | Minister za kulturo                                                        | Ministrstvo za kulturo                                                     | Odstopil 27. januarja 2019  | Po samomoru enega od zaposlenih na Ministrstvu za kulturo so mediji začeli poročati o slabih odnosih na ministrstvu ter Prašičkovi odgovornosti pri smrti zaposlenega, ki je bil v začetku tudi ministrov voznik. Nadaljnje izjave odkritih in anonimnih zaposlenih na kulturnem ministrstvu so ministra Prešička obtoževale mobinga nad zaposlenimi; slednji naj bi iz ministrove pisarne odhajali objokani, pobirati naj bi morali ključe, ki jih je minister metal po tleh, ji žalil ... Podobnih očitkov je bil deležen tudi državni sekretar Jan Škoberne. Potrjenih prijav mobinga v štirih mesecih mandata naj ne bi bilo. Ugotovljeno je bilo tudi, da naj bi službeni vozniki ministru prevažali glasbilo na konservatorij - kar je minister potrdil in obžaloval - ter otroke, pri čemer je navrgel več nasprotujočih si izjav. Stranka SD je premierju Marjanu Šarcu naložila, da se o usodi ministra odloči sam. Minister je čez nekaj dni Šarcu v pismu ponudil svoj odstop, ki ga je premier 28. januarja 2019 sprejel. | Jernej Pikalo (v. d.) Zoran Poznič            | [ 5 ] [ 6 ]   |
| Jure Leben SMC        | Minister za okolje in prostor                                              | Ministrstvo za okolje in prostor                                           | Odstopil 27. januarja 2019  | drugi tir, je v javnost prišlo več špekulacij o tem, da naj bi si Stranka modernega centra nezakonito pridobila finančna sredstva na lasten račun. Trditve so podkrepila dopisovanja med Juretom Lebnom, ki je bil vodja projekta 2. tira ter med uslužbenko. Odstopil je, saj ni želel škoditi ugledu ministrstva zaradi dvomov, ki so leteli nanj, kljub temu, da je ves čas trdil, da je nedolžen. Predsednik vlade Marjan Šarec je njegov odhod obžaloval, a ga po pogovoru z Lebnom sprejel 27. februarja 2019. Leben je na ministrstvu ostal do prihoda novega ministra. | Simon Zajc                                    | [ 7 ]         |
| Samo Fakin LMŠ        | Minister za zdravje                                                        | Ministrstvo za zdravje                                                     | Odstopil 8. marca 2019      | Fakin je odstopil zaradi zdravstvenih razlogov. Minister je bil pred dnevom odstopa več dni v bolniškem staležu zaradi bronhitisa oz. pljučnice in ga je na funkciji nadomeščala državna sekretarka. | Aleš Šabeder                                  | [ 8 ]         |
| Iztok Purič SAB       | Minister brez resorja, pristojen za razvoj, strateške projekte in kohezijo | Služba Vlade Republike Slovenije za razvoj in evropsko kohezijsko politiko | Odstopil 20. septembra 2019 | Minister je odstopil iz osebnih razlogov. Iz premierjevega kabineta so sporočili, da je bil Marjan Šarec z odstopom že seznanjen. V javnosti so zaokrožile govorice, da naj bi Purič odstopil zaradi nesoglasij s predsednico stranke Alenko Bratušek, a je minister namigovanja zavrnil. | Angelika Mlinar                               | [ 9 ]         |
| Andrej Bertoncelj LMŠ | Minister za finance                                                        | Ministrstvo za finance                                                     | Odstopil 27. januarja 2020  | Zaradi nestrinjanja s predlogom zakona o ukinjanju dopolnilnega zdravstvenega zavarovanja, pri katerem bi morebitno izgubo krili z državnim proračunom, je Bertoncelj 27. januarja 2020 odstopil z mesta ministra za finance. Nekaj ur kasneje je odstopil tudi predsednik vlade Marjan Šarec. | / (istega dne je odstopil tudi premier Šarec) | [ 10 ] [ 11 ] |

18. januarja 2020 je po porazu proti Aleksandri Pivec na volilnem kongresu stranke DeSUS Karl Erjavec napovedal odstop z mesta ministra za obrambo.

## Koalicijske stranke
|                     | Lista Marjana Šarca (LMŠ) | Stranka modernega centra (SMC)                    | Socialni demokrati (SD) | Stranka Alenke Bratušek (SAB) | Demokratična stranka upokojencev Slovenija (DeSUS) |
| ------------------- | ------------------------- | ------------------------------------------------- | ----------------------- | ----------------------------- | -------------------------------------------------- |
| Predsednik          | Marjan Šarec              | Miro Cerar (do 2019) Zdravko Počivalšek (od 2019) | Dejan Židan             | Alenka Bratušek               | Karl Erjavec (do 2020) Aleksandra Pivec (od 2020)  |
| Število poslancev   | 13 / 90                   | 10 / 90                                           | 10 / 90                 | 5 / 90                        | 5 / 90                                             |
| Število ministrstev | 5                         | 4                                                 | 3                       | 3                             | 2                                                  |

## Status Levice

### Sporazum
Vladna peterica je po dolgih pogajanjih s stranko Levico kot zunaj koalicijsko partnerico sporazum podpisala 20. marca 2019. Levica je v zameno za podporo v obliki ne-nasprotovanj in prepovedi vlaganj interpelacij zahtevala ureditev stanovanjske politike, odpravo t. i. prekarnega dela, namero za ukinitev dopolnilnega zdravstvenega zavarovanja ter povišanje davka na dohodek pravnih oseb. Sporazum je razburkal del javnosti, glavni očitki so padali predvsem na njegovo finančno težo. Gospodarska zbornice Slovenije ga je ocenila na 1,4 milijarde evrov, za katere pa po mnenju GZS, vlada ni imela izračunov, kako ta denar dobiti. Koordinator stranke Levica Luka Mesec se je na očitke odzval, da GZS ščiti interese ozke skupine posrednikov, premier Šarec pa, da projekti ob morebitni finančni nevzdržnosti ne bodo izvedeni. Svoje mnenje je posredovala tudi Obrtno-podjetniška zbornica Slovenija, ki je Levici očitala, da njeni ukrepi skrbijo le za "posamezne skupine" državljanov. Ocenili so, da se je Levica zavzemala predvsem za zdravstveno varstvo samozaposlenih v kulturi, med tem ko so obrtniki v primeru bolezni in povezane odsotnosti od dela prepuščeni sebi. Nekaj očitkov se je nanašalo tudi na status Levice, ki ji kot zunaj koalicijski partnerici ni potrebno prevzemati odgovornosti, kljub temu, da bo imela odločilno vlogo pri odločanjih.

### Status Levice
Stranka Levica naj bi nastopala kot projektna partnerica vlade, kar pomeni, da bi bil vladni peterček pri vsakem projektu primoran pogajati se z Levico, saj njeni glasovi zagotavljajo zadostno večino. Levica naj bi s svojim statusom in pogoji pomembno vplivala na delovanje in ukrepe vlade, zaradi česar so opozicijske stranke dvomile o opozicijskem umeščanju Levice. Zakonodajno-pravna služba Državnega zbora RS se je 16. avgusta 2018 izrekla, da Levice ne moremo šteti med opozicijske stranke, saj da "sporazum te stranke z bodočo koalicijo vključuje podporo vladi". Mnenje ZPS ni omajalo ne Levice, ne koalicije. 

### Prekinitev sodelovanja
Po opozarjanju Levice, da vlada njenih predlogov ne upošteva, je po tem, ko je odbor za zdravstvo izglasoval prekinitev predloga Levica, ta 6. novembra 2019 prekinila sodelovanje z vlado in se umaknila v opozicijo.

## Interpelacije in ustavne obtožbe

### Interpelacije
| Datum interpelacije    | Interpelirani minister           | Predlagatelj                                                                          | Razlog interpelacije | Glasovi | Glasovi | Glasovi       | Podpora strank    | Podpora strank                 | Podpora strank |
| Datum interpelacije    | Interpelirani minister           | Predlagatelj                                                                          | Razlog interpelacije | ZA      | PROTI   | Izid          | PODPRLE           | NASPROTOVALE                   | VZDRŽANE       |
| ---------------------- | -------------------------------- | ------------------------------------------------------------------------------------- | --- | ------- | ------- | ------------- | ----------------- | ------------------------------ | -------------- |
| Petek, 21. junija 2019 | Karl Erjavec minister za obrambo | Skupina poslank in poslancev, prvopodpisani Žan Mahnič. Slovenska demokratska stranka | Erjavec naj bi nezakonito razrešil poveljnika poveljstva sil Slovenske vojske Miho Škerbinca, prav tako naj bi zlorabil obveščevalno-varnostno agencijo ter zavajal o stanju vojske. | 35      | 39      | Neizglasovana | - SDS - NSi - SNS | - LMŠ - SD - SMC - SAB - DeSUS | - Levica       |

### Ustavne obtožbe
| Datum odločanja | Interpelirani                 | Predlagatelj | Razlog ustavne obtožbe | Glasovi | Glasovi | Glasovi       | Podpora strank | Podpora strank                          | Podpora strank |
| Datum odločanja | Interpelirani                 | Predlagatelj | Razlog ustavne obtožbe | ZA      | PROTI   | Izid          | PODPRLE        | NASPROTOVALE                            | VZDRŽANE       |
| --------------- | ----------------------------- | --- | --- | ------- | ------- | ------------- | -------------- | --------------------------------------- | -------------- |
| 29. januar 2019 | Marjan Šarec predsednik vlade | Skupina poslank in poslancev, prvopodpisani Tomaž Lisec. Slovenska demokratska stranka Slovenska nacionalna stranka | Vlada ni udejanjila odločbe Ustavnega sodišča Republike Slovenije glede financiranja javno veljavnih programov zasebnih osnovnih šol. | 29      | 53      | Neizglasovana | - SDS - SNS    | - LMŠ - SD - SMC - SAB - DeSUS - Levica | - NSi          |

## Vidnejše odločitve vlade

### Zakon o minimalni plači[21][22][23]
Na predlog stranke Levica je koalcija v Državni zbor vložila predlog zakona o minimalni plači. Na izredni seji, ki je potekala 29. novembra 2018 je 50 poslancev (nihče proti) podprlo predlog novele, kot primeren za nadaljnjo obravnavo.  Predlog je predvideval, da se minimalno plačo v letu 2019 poviša na 886 € bruto, leta 2020 pa na 940 € bruto, ureja pa tudi časovnico izločanja dodatkov iz minimalne plače. Minimalna plača naj bi bila omejena tako navzgor kot navzdol z najmanj 20 in največ 40 odstotkov nad preračunanimi minimalnimi življenjskimi stroški. Predlog so s pomisleki o negativnih učinkih pospremili delodajalci, sindikati pa so se zavzeli za potrditev. 13. decembra 2018 je bil zakon s 56 glasovi potrjen.  Predlagatelj zakona Luka Mesec je sprejetje zakona označil za najpomembnejši korak Šarčeve vlade. 

### Uveljavitev ustavne odločbe o financiranju zasebnih šol[1][2][3].[4].[5]
Mandat v 13. vladi Republike Slovenije je zaznamovala predvsem uveljavitev odločbe Ustavnega sodišča o financiranju zasebnih šol iz leta 2014.[1] Odločba je narekovala, da mora država zagotoviti 100 % financiranje obveznega in razširjenega (podaljšano bivanje, jutranje varstvo ...) javno veljavnega programa. Minister Jernej Pikalo je po uskladitvi koalicije predložil rešitev, da bi javni program financirali 100 %, razširjenega javnega programa pa ne, pri čemer bi sprememba začela veljati za otroke, vpisane v šolsko leto 2020/2021.[2] Odločitev je vzbudila okoli 300 kritik in pripomb[3], zavrnitev rešitve na javni razpravi ter pripombe Zakonodajne službe Državnega zbora. Slednje je minister označil za "nezavezujoče mnenje".[4] Pred Državnim zborom je zato potekalo več protestnih shodov, v podporo financiranju zasebnih šol po odločbi Ustavnega sodišča. Na vnovičnem glasovanju se je razenotila tudi koalicija, saj je Stranka modernega centra napovedala, da novele ne bo podprla.[5]  1. julija 2019 je bila Pikalovemu prdlogu prižgana zelena luč. 15. julija 2019 je Državni svet Republike Slovenije izglasoval veto na odločitev Državnega zbora. Ta je moral zato o njem glasovati še enkrat, s tem, da bi morala Pikolov predlog zdaj podpreti absolutna večina, torej 46 poslancev.[6]  Vladi ni uspelo pridobiti zadostne podpore, zaradi česar je zakon padel. 

### Zakon o nepremičninskem posredovanju
Stranka Levica je v Državni zbor vložila predlog zakona o nepremičninskem posredovanju. Po besedah koordinatorja Levice, Luke Mesca, naj bi pri posredovanju šlo za t. i. "kartelne dogovore", saj sta morala v praksi tako najemodajalec kot najemojemalec posredniku plačati znesek ene najemnine. Zakon so uskladili tudi z Ministrstvom za okolje in prostor, Ta je predvideval omejitev plačila za nepremičninsko posredovanje na štiri odstotke pogodbene vrednosti oz. ne več kot eno mesečno najemnino in ne manj kot 150 evrov. Predlog zakona so podprle kolacijske stranke, med tem ko so mu koalicijske SDS, NSi in SNS nasprotovale, saj da gre za omejevanje svobodne gospodarske pobude. Nasprotovala je tudi Gospodarska zbornica Slovenije, ki je bila proti cenovni omejitvi proste storitve na trgu, poleg tega pa naj bi preko posrednikov steklo manj kot polovica prometa. Po prvem glasovanju v Državnem zboru je skupina državnih svetnikov s prvopodpisanim Mitjo Gorenščkom vložila predlog odložilnega veta na novelo zakona, saj da je ta neustaven in v neskladju s pravno ureditvijo Evropske unije. Državni svet je 15. julija 2019 s 19 glasovi ZA in 4 PROTI izglasoval veto. Na ponovnem glasovanju v Državnem zboru je bilo za sprejetje potrenih 46 glasov, ki pa jih zakon ni dobil, saj je ZA glasovalo le 42 poslancev, proti pa jih je bilo 10.

### Novela zakona o socialnovarstvenih prejemkih
29. oktobra 2019 so poslanci glasovali o Noveli zakona o socialnovarstvenih prejemkih, ki je obravnavala ukinitev dodatka na delovno aktivnost, saj naj bi prejemnike odvajal od aktivnega iskanja zaposlitve. Dodatek je bil uveden leta 2011 v času gospodarske krize, saj je bila denarna socialna pomoč nizka, dodatek za delovno aktivnost pa je posledično izboljšal položaj socialno ogroženih. Dodatek, velik med 50 € in 200 € je prejemalo okoli 10 tistoč ljudi. Predlog so poslanci izglasovali z 34 glasovi "ZA" in 18 "PROTI". Za ukinitev so glasovale Lista Marjana Šarca, Stranka modernega centra, DeSUS in Slovenska nacionalna stranka; proti sta bili Levica in Socialni demokrati, poslanci vladne Stranke Alenke Bratušek pa so glasovali mešano. Poslanci Slovenske demokratske stranke in Nove Slovenije so se vzdržali.

## Sprejetje proračuna za leti 2020 in 2021
Zunanja povezava: https://www.rtvslo.si/slovenija/sarec-dvig-povprecnine-lahko-povzroci-tezave-skupnost-obcin-zadovoljna/505114
Zunanja povezava: https://www.rtvslo.si/slovenija/bertoncelj-po-potrditvi-proracuna-sta-usmerjena-v-povecevanje-blaginje-vseh/505508

## Seznami obiskov
- Seznam obiskov predsednika vlade Marjana Šarca
- Seznam obiskov ministra za zunanje zadeve Mira Cerarja

## Imenovanje evropskega komisarja
Po volitvah v evropski parlament 2019 se je je začelo špekulirati o možnih imenih naslednika Violete Bulc na mestu slovenskega evropskega komisarja. Med možnimi imeni so se v javnosti znašla imena, kot so Marta Kos, Miro Cerar, Karl Erjavec, Anže Logar ter evroposlanka Tanja Fajon, ki jo je vseskozi zagovarjala stranka Socialnih demokratov. Premier Šarec se o imenu predčasno ni želel opredeljevati, medijem je dejal, da "Nekaj dramaturške napetosti mora biti". Na vrhu Evropska sveta je dejal le, da Slovenijo zanima resor širitvene politike EU. Sredi julija sta v javnost prišli dve imeni, med katerima naj bi Marjan Šarec tehtal; to sta bila visoka uradnica pri Evropski komisiji Marjeta Jager ter stalni predstavnik Slovenije v EU Janez Lenarčič. V sredo, 17. julija je Šarec na novinarski konferenci sporočil, da se je odločil, da vladi za novega komisarja predlaga Janeza Lenarčiča. Ocenil ga je kot izkušenega in kompetentnega, ter politično nevtralnega. Pojasnil je tudi, da je Tanjo Fajon umaknil iz svojega nabora, saj kot komisarka ne bi mogla delovati v Komisiji, ki ji je sama na glasovanju v Evropskem parlamentu nasprotovala. Socialni demokrati so napovedali, da Lenarčiča ne bodo podprli, saj da se Marjan Šarec pri odločitvi s koalicijskimi partnerji ni usklajeval. 
Glasovanje v vladi je potekalo 18. julija 2019. Lenarčič je dobil podporo trinajstih članov vlade, proti so bili trije iz vrst SD.  
Predsednica Evropske komisije Ursula von der Leyen je Lenarčiču dodelila resor za krizno upravljanje. Predsednik vlade RS Marjan Šarec je resor označil za dober in da je z odločitvijo zadovoljen: "Tukaj gre za neke vrste krizni menedžment, pod to se šteje tudi humanitarna pomoč, civilna zaščita, se pravi pomoč ljudem v nesreči, ob krizah. Slovenija je znana po tem, da ima dober sistem zaščite in reševanja, je znana po tem, da v krizah, ki zadenejo prebivalstvo, zelo dobro reagira, od nas se učijo tudi drugi. Verjamem, da bo slovenski komisar na tem področju lahko veliko pripomogel"